# Associação Médica Católica

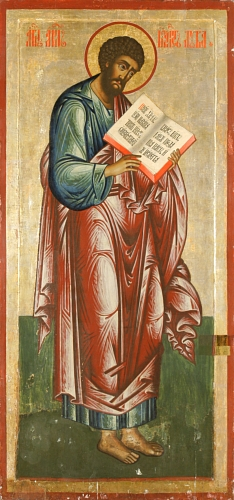
Ícone do século XVIII de São Lucas, santo padroeiro dos médicos

A Catholic Medical Association é uma organização de médicos, dentistas e profissionais de saúde católicos nos Estados Unidos e no Canadá. Possui cerca de 900 membros. 

## Descrição
A organização estuda e realiza conferências sobre tópicos que relacionam espiritualidade e saúde. Por exemplo, o tema da 74ª reunião anual em 2005 foi O Desenvolvimento Biológico e Espiritual da Criança, com a participação de médicos de 43 estados dos EUA e do Canadá, além de vários teólogos. Outro exemplo do entrelaçamento de religião e medicina que permeia a organização foi a Missa Branca de 2008 para profissionais de saúde, realizada na festa de São Lucas, o santo padroeiro dos médicos. 
A organização começou por volta de 1932 como grupos locais de médicos reunidos em várias dioceses e depois se tornou a Federação Internacional das Associações Médicas Católicas, com sede em Roma. Eventualmente, tornou-se a Associação Médica Católica. Publica uma revista de ética médica, o Linacre Quartely.
A organização continua a comentar as políticas atuais do Departamento de Saúde e Serviços Humanos dos Estados Unidos. A organização se opõe à eutanásia. O uso de experimentos de clonagem humana também é contestado pela organização. A organização é partidária das "Regras de Consciência" na prática médica.  A Catholic Medical Association também patrocina estudos específicos, por exemplo, sobre a prevenção de abuso sexual de crianças. 
A organização tem afiliadas em várias partes dos Estados Unidos e é reconhecida e suas políticas são apoiadas pela Conferência dos Bispos Católicos dos EUA. Em algumas questões legais e éticas, a organização coopera com outras organizações cristãs, como a Christian Medical Association.
 

A Catholic Medical Students Association é uma associação de estudantes de medicina nos Estados Unidos, operando em conjunto com a Catholic Medical Association e possui algumas filiais regionais.